# Birgithe Kosovic
Birgithe Kosovic, född 22 mars 1972 i Albertslund, är en dansk författare och journalist.
Birgithe Kosovics far, Jovan Kosovic, är från Serbien och modern, Anette Winnie Kosovic (född Pedersen), är från Danmark. Hon har arbetat som researcher på Månedsbladet Press och som journalist på Information och norska Morgenbladet.
Kosovic debuterade som författare 1997 med romanen Legenden om Villa Valmarana, som skildrar en kvinnlig dvärgs öde under 1800-talet. En omfattande efterforskning, som tog flera år, resulterade i hennes tredje roman, Det dobbelte land (2010), där hon skildrar sin egen familjs bakgrund i samband med de jugoslaviska krigen. Den blev mycket kritikerrosad och tilldelades Weekendavisens litteraturpris (2010), DR Romanprisen (2011) och Danske Banks litteraturpris (2011). Den blev även premierad av Statens Kunstfond.